# Арта Бајрами
Арта Бајрами (алб. Arta Bajrami; Приштина, 9. јануар 1980) албанска је певачица и текстописац са Косова и Метохије.

## Биографија
Рођена је 9. јануара 1980. године у албанској породици у Приштини. Популарна је међу младом публиком у Албанији, Србији, Северној Македонији и Црној Гори. Добитница је неколико музичких награда на разним албанским музичким такмичењима. Удала се 2009. године.

## Дискографија
Студијски албуми
- (2001)
- (2005)
- (2007)
- (2009)
- (2011)
- (2014)
- (2015)